# Raohe
Der Kreis Raohe (chinesisch 饒河縣 / 饶河县, Pinyin Ráohé Xiàn) ist ein Kreis der bezirksfreien Stadt Shuangyashan in der nordostchinesischen Provinz Heilongjiang. Er hat eine Fläche von 6.613 km² und zählt 140.000 Einwohner (2004). Sein Hauptort ist die Großgemeinde Raohe (饶河镇).

## Administrative Gliederung
Auf Gemeindeebene setzt sich Raohe aus vier Großgemeinden, vier Gemeinden und einer Nationalitätengemeinde zusammen. Diese sind:
- Großgemeinde Raohe (饶河镇);
- Großgemeinde Xiaojiahe (小佳河镇);
- Großgemeinde Xifeng (西丰镇);
- Großgemeinde Wulindong (五林洞镇);
- Gemeinde Xilinzi (西林子乡);
- Gemeinde Dajiahe (大佳河乡);
- Gemeinde Shanli (山里乡);
- Gemeinde Datonghe (大通河乡);
- Gemeinde Sipai der Hezhen (四排赫哲族乡).

Im Verwaltungsgebiet Raohes liegen außerdem:
- der Staatsforst Xiaojiahe (小佳河林场);
- der Staatsforst Weishan (威山林场);
- der Staatsforst Xifeng (西丰林场);
- der Staatsforst Dayake (大牙克林场);
- der Staatsforst Shichang (石场林场);
- der Staatsforst Baomashan (宝马山林场);
- der Staatsforst Dadai (大岱林场);
- der Staatsforst Yongxing (永幸林场);
- der Staatsforst Qiyuan (奇源林场);
- der Staatsforst Luyuan (芦源林场);
- der Staatsforst Wulindong (五林洞林场);
- die Staatsfarm Raohe (饶河农场);
- die Staatsfarm Hongqiling (红旗岭农场);
- die Staatsfarm Bawujiu (八五九农场);
- die Staatsfarm Shengli (胜利农场);
- die Staatsfarm Hongwei (红卫农场).